# 須川村 (島根県)
須川村（すがわむら）は、島根県鹿足郡にあった村。現在の津和野町の一部にあたる。

## 地理
倉谷川の支谷の低地に位置していた。

## 歴史
- 1889年（明治22年）4月1日 - 町村制の施行により、鹿足郡須川村、相撲ヶ原村、滝谷村の区域をもって成立[2]。
- 1935年（昭和10年）2月11日 - 鹿足郡日原村に編入[1][2]。同日須川村廃止。

### 地名の由来
天下大神が西北の青山へ行く途中、多くの川を渡ったことから。

## 産業
農業、和紙。